# Берсен
Берсен (дан. Børsen, з данської — біржа) — будівля копенгагенської біржі на острові Слотсгольмен у центрі Копенгагена, збудована у 1619-40 рр. за наказом Крістіана IV. Архітектори брати Стенвінкелі увінчали будівлю в стилі фламандського ренесансу 56-метровим шпилем у вигляді скручених хвостів чотирьох драконів.

## Історія

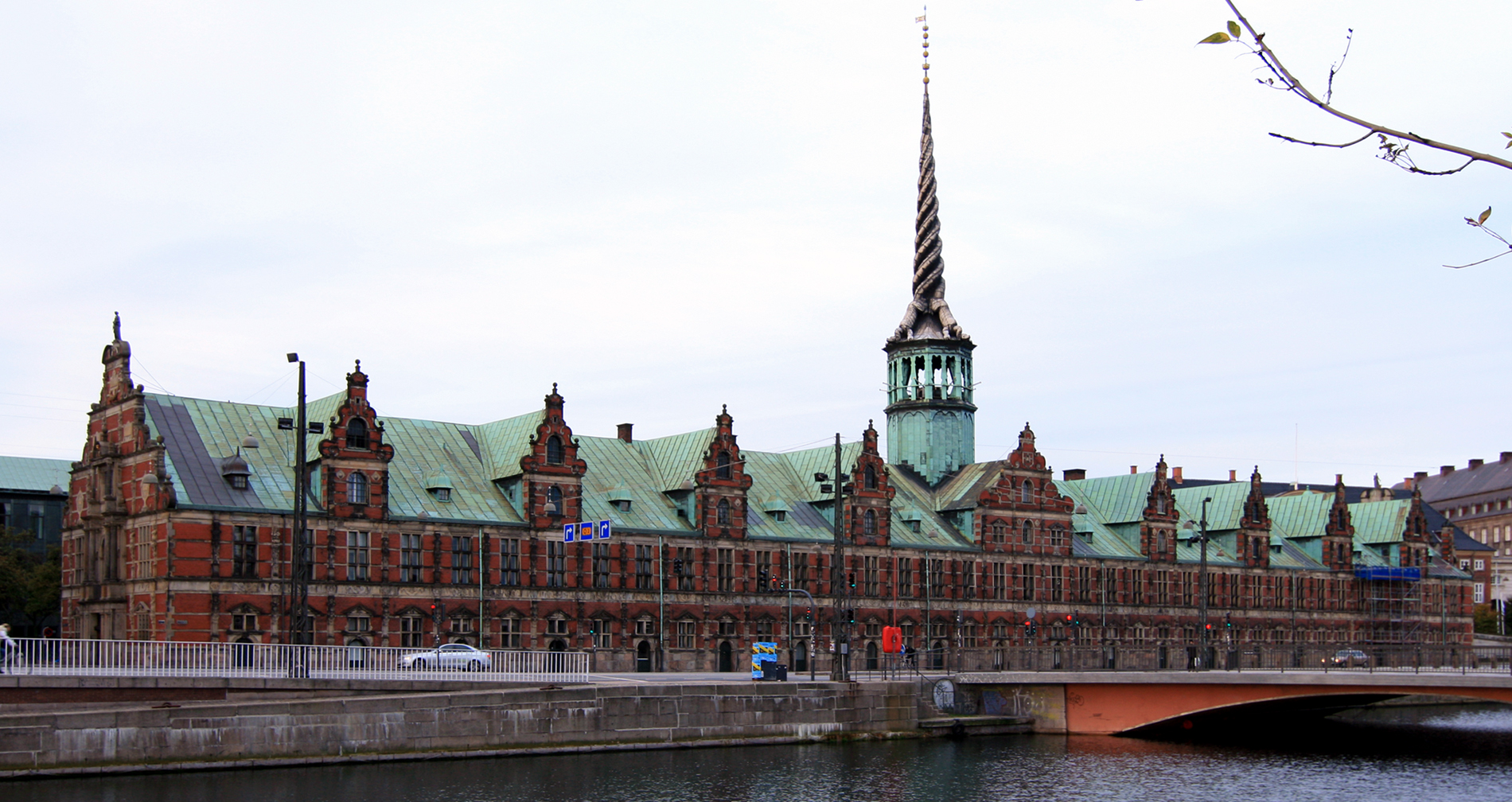
Історична будівля копенгагенської біржі

Будівництво почалося приблизно в 1619 році і було завершено в 1623 році. Однак східний фронтон був завершений лише в 1640 році.
Копенгагенська фондова біржа займала будівлю Берсена з 1625 по 1974 роки.
Перший поверх будівлі поділений на сорок невеликих відсіків для зберігання товарів, а другий поверх займає просторий зал для торговельних операцій
У 1855 році будівлю купила Grosserer-Societetet. Архітектор Харальд Конрад Стіллінг перетворив інтер'єр будівлі. У 1918 році безробітні-анархісти напали на фондову біржу під час того, що було названо бурею на фондовій біржі. До 1974 року в будівлі розташовувалася Копенгагенська фондова біржа. Сьогодні будівля належить Dansk Erhverv.

### Пожежа 2024

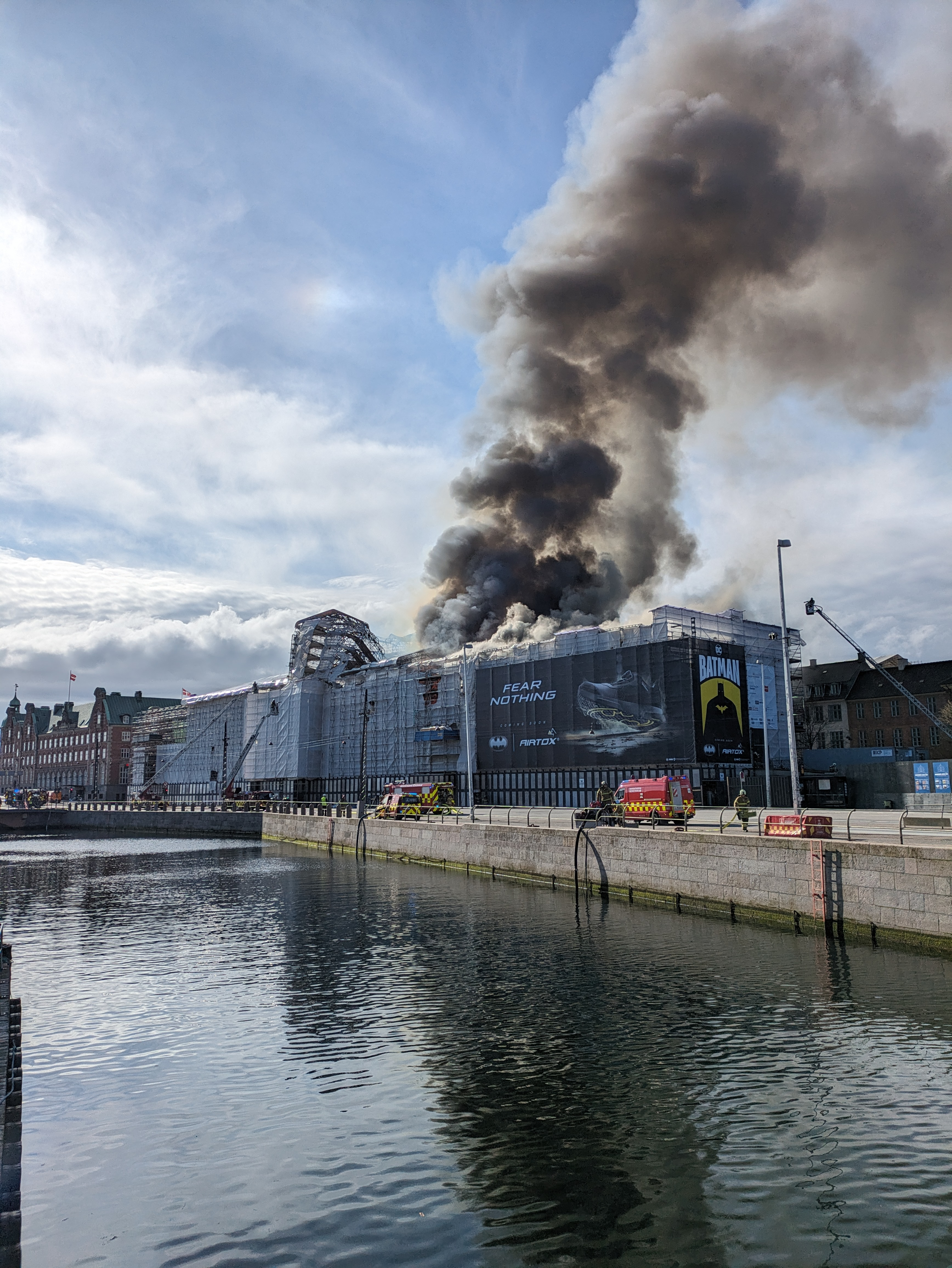
Пожежа в Берсені, квітень 2024

Вранці 16 квітня 2024 року вогонь поширився по всій будівлі, в результаті чого близько 08:32 обвалився її знаковий Дражеспір («Шпиль Дракона»).  
Пожежа сталася під час ремонтних робіт на мідному даху головної будівлі, але причина пожежі невідома. 
До полудня було зруйновано близько половини будівлі. 

Будівельні риштування навколо Берсену також загорілися. 
Риштування навколо будівлі ускладнювало 40 

пожежникам, які були на місці події, дістатися до полум’я, а мідний дах зберігав тепло. 
Також було викликано додаткову техніку, щоб допомогти зняти дах, оскільки він перешкоджав потраплянню води до вогню. 

Фасад був під загрозою обвалення внаслідок пожежі , 
оскільки будівля здебільшого побудована з дерева. 

Історичні картини зі значної художньої колекції будівлі, 
а також історичні меблі 

були врятовані з палаючої будівлі персоналом, працівниками аварійної служби та перехожими. 